# Renato Degli Esposti
Renato Degli Esposti (Pianoro, 4 agosto 1920 – Roma, 7 ottobre 1997) è stato un politico italiano.

## Biografia
Ferroviere e sindacalista, dal 1949 è nella segreteria nazionale del Sindacato Ferrovieri Italiano, di cui diventa segretario generale nel 1960, carica che mantiene fino a poco prima del congresso del 1976. Dal congresso del 1969 è anche membro del direttivo nazionale della CGIL.
Impegnato politicamente con il Partito Comunista Italiano, viene eletto alla Camera dei Deputati nel 1958, confermando il seggio anche dopo le elezioni del 1963 e del 1968. Termina il proprio mandato parlamentare nel 1972.
Dal 1977 al 1981 è segretario generale dello SPI-CGIL.